# Face of Terror
Face of Terror est un téléfilm d'action réalisé par Bryan Goeres en 2004.

## Synopsis
Nick Harper, flic de Los Angeles, part à Barcelone retrouver sa sœur Faith, mannequin mystérieusement disparue. En la recherchant, il va apprendre que des top models sont utilisés comme bombes humaines. Commence alors une course contre la montre pour arracher Faith à une mort certaine.

## Distribution
- Rick Schroder : Nick Harper
- Paulina Gálvez : Ana Palacios
- Eric Balfour : Saleem Haddad
- Abel Folk : Victor De Pablo
- Ana María Montero : Isabel
- Marta Nieto : Lola
- Dean Haglund : Timmons
- Rachael Stevens : Faith Harper
- Kirk Woller : Thomas Billings
- Sergi Mateu : L'inspecteur Nieto
- Kadeem Hardison : Jefferson